# Kaohsiung Cup
La Kaohsiung Cup, nota anche come OEC Kaohsiung e Kaohsiung Haishuo Cup per ragioni di sponsorizzazione, è stato un torneo di tennis che si è giocato dal 2012 al 2019 a Kaohsiung, a Taiwan. L'evento faceva parte dell'ATP Challenger Tour e si disputava su campi indoor in sintetico. Il trofeo per i vincitori era una racchetta di cristallo.

## Albo d'oro

### Singolare
| Anno | Campione        | Finalista     | Punteggio        |
| ---- | --------------- | ------------- | ---------------- |
| 2019 | John Millman    | Marc Polmans  | 6–4, 6–2         |
| 2018 | Gaël Monfils    | Kwon Soon-woo | 6–4, 2–6, 6–1    |
| 2017 | Evgenij Donskoj | Marius Copil  | 7–6(0), 7–5      |
| 2016 | Chung Hyeon (2) | Lee Duck-hee  | 6–4, 6–2         |
| 2015 | Chung Hyeon (1) | Yuki Bhambri  | 7–5, 6–4         |
| 2014 | Lu Yen-hsun (2) | Luca Vanni    | 6(7)–7, 6–4, 6–4 |
| 2013 | Lu Yen-hsun (1) | Yuki Bhambri  | 6–4, 6–3         |
| 2012 | Gō Soeda        | Tatsuma Itō   | 6–3, 6–0         |

### Doppio
| Anno | Campioni                                      | Finalisti                      | Punteggio           |
| ---- | --------------------------------------------- | ------------------------------ | ------------------- |
| 2019 | Hsieh Cheng-peng (3) Yang Tsung-hua (3)       | Evan King Hunter Reese         | 6–4, 7–6(4)         |
| 2018 | Hsieh Cheng-peng (2) Yang Tsung-hua (2)       | Hsu Yu-hsiou Wang Yeu-tzuoo    | 6(3)–7, 6–2, [10–8] |
| 2017 | Sanchai Ratiwatana (2) Sonchat Ratiwatana (2) | Jonathan Erlich Alexander Peya | 6–4, 1–6, [10–6]    |
| 2016 | Sanchai Ratiwatana (1) Sonchat Ratiwatana (1) | Hsieh Cheng-peng Yi Chu-huan   | 6–4, 7–6(4)         |
| 2015 | Hsieh Cheng-peng (1) Yang Tsung-hua (1)       | Gong Maoxin Peng Hsien-yin     | 6–2, 6–2            |
| 2014 | Gong Maoxin Peng Hsien-yin                    | Chen Ti Huang Liang-chi        | 6–3, 6–2            |
| 2013 | Juan Sebastián Cabal Robert Farah             | Yuki Bhambri Wang Chieh-fu     | 6–4, 6–2            |
| 2012 | John Paul Fruttero Raven Klaasen              | Hsieh Cheng-peng Lee Hsin-han  | 6(6)–7, 7–5, [10–8] |